# Casoria
Casoria é uma comuna italiana da região da Campânia, província de Nápoles, com cerca de 77.546 habitantes. Estende-se por uma área de 12 km², tendo uma densidade populacional de 6462 hab/km². Faz fronteira com Afrágola, Arzano, Cardito, Casalnuovo di Napoli, Casavatore, Frattamaggiore, Nápoles, Volla.

## Demografia
| Variação demográfica do município entre 1861 e 2011                               |
|                                                                                   |
| Fonte: Istituto Nazionale di Statistica (ISTAT) - Elaboração gráfica da Wikipedia |